# Juan Carlos Valerón
Juan Carlos Valerón Santana (Arguineguín, 17 giugno 1975) è un allenatore di calcio ed ex calciatore spagnolo, di ruolo centrocampista.
Soprannominato El Flaco ed El mago dai tifosi del Deportivo la Coruña, ha militato nella squadra galiziana per tredici stagioni, diventandone il giocatore simbolo.

## Caratteristiche tecniche
Trequartista dotato di classe cristallina, Valerón è stato impiegato nella sua lunga carriera professionistica come regista offensivo alle spalle di una o due punte. Poco avvezzo al gol, preferiva agire tra le linee avversarie fornendo ai compagni l'ultimo passaggio grazie alla sua visione di gioco: era infatti dotato di un passaggio estremamente preciso e di un eccellente dribbling nello stretto, che gli permetteva di sopperire alla scarsa rapidità nei movimenti e alla debole struttura fisica. Nonostante il grande talento, Valerón non è mai approdato in una grande squadra: ha infatti risentito non solo dei gravi infortuni di gioco, ma anche del profondo cambiamento calcistico degli anni Duemila, che ha favorito i fantasisti brevilinei e rapidi. Nel corso della sua lunga carriera, gli è stata riconosciuta una grande correttezza sportiva e uno spiccato fair-play, che lo hanno reso popolare tra tutte le tifoserie del suo paese.

## Carriera

### Club

#### Gli inizi: Las Palmas e Maiorca
Valerón inizia la sua carriera nelle giovanili del Club Deportivo Arguineguín, squadra del suo paese natale dove ha militato anche il suo concittadino David Silva. Incoraggiato dall'esempio del fratello maggiore Miguel Ángel, promettente calciatore la cui carriera era stata interrotta a causa di un gravissimo infortunio, passa nelle giovanili dell'Unión Deportiva Las Palmas e nella stagione 1994-1995 è promosso nella squadra B, dove colleziona 25 presenze condite da sette reti. Nelle due stagioni successive milita nella prima squadra, dove mette in mostra il suo talento come regista offensivo: tra campionato e coppa, colleziona 63 presenze mettendo a segno tre gol.
Nell'estate del 1997 passa a titolo gratuito al Maiorca, militando per la prima volta nella Prima Divisione: nel corso della sua unica stagione nel club, raccoglie complessivamente 47 presenze segnando quattro gol.

#### Il rodaggio: Atlético Madrid
Grazie all'eccellente stagione appena conclusasi, nell'estate del 1998, sempre a titolo gratuito, passa all'Atlético Madrid di Arrigo Sacchi, dove riesce a vincere la concorrenza di Juninho Paulista, stella della squadra.
Nella stagione 1998-1999 il club vive diverse difficoltà, con ben tre allenatori a succedersi sulla panchina. Nonostante il deludente piazzamento in campionato, al tredicesimo posto, il club riesce comunque ad arrivare in finale di Coppa del Re, persa 3-0 contro il Valencia di Claudio Ranieri, e in semifinale di Coppa UEFA, persa con un risultato complessivo di 5-2 contro il Parma. Nel corso della stagione, Valerón colleziona 40 presenze e tre gol, ma viene impiegato prevalentemente in posizione più arretrata, nella mediana del 4-4-2 di Sacchi.
La stagione successiva fu per Valerón e la sua squadra foriera di grandi delusioni: oltre all'eliminazione agli ottavi di Coppa UEFA contro il Lens per un risultato complessivo di 6-4 e alla sconfitta in finale di Coppa del Re per 2-1 contro l'Espanyol, l'Atlético Madrid concluse la stagione alla diciannovesima posizione, retrocedendo in Seconda Divisione. Termina la stagione con 47 presenze complessive e quattro gol.

#### La consacrazione: Deportivo La Coruña
Nell'estate del 2000 passa quindi al Deportivo La Coruña, fresco vincitore del campionato, per undici milioni di euro. Fu fortemente voluto dal presidente Augusto César Lendoiro, che imbastì con l'Atlético Madrid una complessa trattativa in cui rientrarono anche il portiere José Francisco Molina (4 milioni) e il terzino Joan Capdevila (6,5 milioni).
La stagione 2000-2001 inizia nel migliore dei modi, con la conquista della Supercoppa di Spagna contro l'Espanyol; Valerón, sebbene non scenda in campo in nessuno dei due incontri, può quindi vendicare la sconfitta subita proprio contro i catalani pochi mesi prima. Termina la stagione con un totale di 41 presenze e quattro gol, ottenendo un prezioso secondo piazzamento in campionato; il club è tuttavia eliminato al secondo turno di Coppa del Re contro il Tenerife e, dopo aver vinto il girone della Champions League, viene eliminato dalla competizione agli ottavi di finale contro il Leeds United.
La stagione 2001-2002 fu una delle migliori di Valerón, all'epoca considerato tra i migliori nel suo ruolo. Disputò complessivamente 53 gare, segnando 6 gol. La sua squadra ottenne un altro secondo piazzamento in campionato, dietro il Valencia di Rafa Benitez, ma vinse la Coppa del Re battendo in finale il Real Madrid. In Champions League, dopo aver vinto la prima fase a gironi, arrivò secondo nella seconda fase a gironi, venendo però sconfitto dal Manchester United ai quarti di finale.
La stagione 2002-2003 iniziò con la conquista della Supercoppa di Spagna contro il Valencia e si concluse con il terzo piazzamento in campionato. Tuttavia, Valerón iniziò a risentire di alcuni problemi fisici e non fu determinante come nei due anni precedenti. La sua squadra giunse comunque in semifinale di Coppa del Re, persa contro il Maiorca, e alla seconda fase a gironi della Champions League.
Nelle successive tre stagioni mantenne un alto livello di rendimento (celebre il suo gol nella partita di Champions League del 7 aprile 2004 contro il Milan, vinta dal Deportivo 4-0), ma nel 2006, in un incontro di campionato contro il Maiorca, si infortunò gravemente a un ginocchio, riportando la frattura del legamento crociato anteriore. Questo infortunio condizionò fortemente non solo le due successive stagioni, in cui non raccolse che otto presenze complessive, ma anche la sua tenuta fisica per il resto della carriera. Ciò non gli impedì, comunque, di alzare la Coppa Intertoto nel 2008, unico trofeo internazionale della sua carriera. Trascorse in Galizia altre cinque stagioni, di cui una (2011-2012) in Seconda Divisione. Ormai trentottenne, nel 2013 annunciò l'intenzione di lasciare il club al termine della stagione.

#### Il ritorno alle origini: Las Palmas
Nell'estate del 2013 torna quindi a titolo gratuito nel suo club d'origine, l'Unión Deportiva Las Palmas, in Seconda Divisione. Termina la stagione 2013-2014 con un totale di 46 presenze e tre gol, portando la sua squadra ai play-off, persi in finale contro il Córdoba. Nella stagione 2014-2015 colleziona 27 partite tra campionato e Copa del Rey, senza mettere a segno alcuna rete. La sua squadra, però, raggiunge i playoff e battendo Valladolid e Saragozza si aggiudica la promozione in Primera División. Il 16 luglio 2015, a quarant'anni compiuti, firma un rinnovo annuale con la sua squadra, con cui disputerà la stagione 2015-2016. Ottenuta una salvezza sicura con la sua squadra, al termine della stagione 2015-2016 Valeron decide di ritirarsi dal calcio giocato, annunciando la sua decisione il 7 maggio 2016. Il giorno successivo disputa la sua ultima gara in carriera.

### Nazionale
Ha debuttato in Nazionale il 18 novembre 1998 nella partita Italia-Spagna 2-2. Ha partecipato anche ai Mondiali di calcio Giappone-Corea del Sud 2002 segnando un gol contro la Slovenia e agli Europei di calcio in Portogallo del 2004.
Ha collezionato complessivamente 46 presenze e 5 reti con la selezione spagnola.

## Statistiche

### Presenze e reti nei club
Statistiche aggiornate al 22 aprile 2016.
| Stagione                      | Squadra                       | Campionato                    | Campionato | Campionato | Coppe nazionali | Coppe nazionali | Coppe nazionali | Coppe continentali | Coppe continentali | Coppe continentali | Altre coppe | Altre coppe | Altre coppe | Totale | Totale |
| Stagione                      | Squadra                       | Comp                          | Pres       | Reti       | Comp            | Pres            | Reti            | Comp               | Pres               | Reti               | Comp        | Pres        | Reti        | Pres   | Reti   |
| ----------------------------- | ----------------------------- | ----------------------------- | ---------- | ---------- | --------------- | --------------- | --------------- | ------------------ | ------------------ | ------------------ | ----------- | ----------- | ----------- | ------ | ------ |
| 1994-1995                     | Las Palmas Atlético           | TD                            | 25         | 7          | -               | -               | -               | -                  | -                  | -                  | -           | -           | -           | 25     | 7      |
| 1995-1996                     | Las Palmas                    | SDB                           | 27         | 0          | CR              | 2               | 1               | -                  | -                  | -                  | -           | -           | -           | 29     | 1      |
| 1996-1997                     | Las Palmas                    | SD                            | 27         | 2          | CR              | 7               | 0               | -                  | -                  | -                  | -           | -           | -           | 34     | 2      |
| Totale Las Palmas             | Totale Las Palmas             | Totale Las Palmas             | 54         | 2          |                 | 9               | 1               |                    | -                  | -                  |             | -           | -           | 63     | 3      |
| 1997-1998                     | RCD Maiorca                   | PD                            | 36         | 3          | CR              | 11              | 1               | -                  | -                  | -                  | -           | -           | -           | 47     | 4      |
| 1998-1999                     | Atlético Madrid               | PD                            | 30         | 3          | CR              | 5               | 0               | CU                 | 5                  | 0                  | -           | -           | -           | 40     | 3      |
| 1999-2000                     | Atlético Madrid               | PD                            | 35         | 4          | CR              | 6               | 0               | CU                 | 6                  | 0                  | -           | -           | -           | 47     | 4      |
| Totale Atlético Madrid        | Totale Atlético Madrid        | Totale Atlético Madrid        | 65         | 7          |                 | 11              | 1               |                    | 11                 | 0                  |             | -           | -           | 87     | 7      |
| 2000-2001                     | Deportivo de La Coruña        | PD                            | 31         | 4          | CR              | 2               | 0               | UCL                | 8                  | 0                  | SS          | 0           | 0           | 41     | 4      |
| 2001-2002                     | Deportivo de La Coruña        | PD                            | 36         | 3          | CR              | 4               | 0               | UCL                | 13                 | 3                  | -           | -           | -           | 53     | 6      |
| 2002-2003                     | Deportivo de La Coruña        | PD                            | 23         | 2          | CR              | 1               | 0               | UCL                | 5                  | 0                  | SS          | 2           | 1           | 31     | 3      |
| 2003-2004                     | Deportivo de La Coruña        | PD                            | 34         | 3          | CR              | 1               | 0               | UCL                | 14                 | 2                  | -           | -           | -           | 49     | 5      |
| 2004-2005                     | Deportivo de La Coruña        | PD                            | 38         | 1          | CR              | 1               | 0               | UCL                | 8                  | 0                  | -           | -           | -           | 47     | 1      |
| 2005-2006                     | Deportivo de La Coruña        | PD                            | 20         | 4          | CR              | 3               | 1               | CI                 | 6                  | 0                  | -           | -           | -           | 29     | 5      |
| 2006-2007                     | Deportivo de La Coruña        | PD                            | 2          | 0          | CR              | 1               | 0               | -                  | -                  | -                  | -           | -           | -           | 3      | 0      |
| 2007-2008                     | Deportivo de La Coruña        | PD                            | 5          | 0          | CR              | 0               | 0               | -                  | -                  | -                  | -           | -           | -           | 5      | 0      |
| 2008-2009                     | Deportivo de La Coruña        | PD                            | 22         | 0          | CR              | 3               | 0               | CU+CI              | 10+2               | 0+1                | -           | -           | -           | 37     | 1      |
| 2009-2010                     | Deportivo de La Coruña        | PD                            | 24         | 1          | CR              | 3               | 0               | -                  | -                  | -                  | -           | -           | -           | 27     | 1      |
| 2010-2011                     | Deportivo de La Coruña        | PD                            | 21         | 0          | CR              | 5               | 0               | -                  | -                  | -                  | -           | -           | -           | 26     | 0      |
| 2011-2012                     | Deportivo de La Coruña        | SD                            | 39         | 5          | CR              | 1               | 0               | -                  | -                  | -                  | -           | -           | -           | 40     | 5      |
| 2012-2013                     | Deportivo de La Coruña        | PD                            | 33         | 1          | CR              | 1               | 0               | -                  | -                  | -                  | -           | -           | -           | 34     | 1      |
| Totale Deportivo de La Coruña | Totale Deportivo de La Coruña | Totale Deportivo de La Coruña | 328        | 24         |                 | 26              | 1               |                    | 66                 | 6                  |             | 2           | 1           | 422    | 32     |
| 2013-2014                     | Las Palmas                    | SD                            | 45         | 3          | CR              | 1               | 0               | -                  | -                  | -                  | -           | -           | -           | 46     | 3      |
| 2014-2015                     | Las Palmas                    | SD                            | 24         | 0          | CR              | 3               | 0               | -                  | -                  | -                  | -           | -           | -           | 27     | 0      |
| 2015-2016                     | Las Palmas                    | PD                            | 13         | 0          | CR              | 5               | 0               | -                  | -                  | -                  | -           | -           |             | 18     | 0      |
| Totale Las Palmas             | Totale Las Palmas             | Totale Las Palmas             | 82         | 3          |                 | 9               | 0               |                    | -                  | -                  |             | -           | -           | 91     | 3      |
| Totale carriera               | Totale carriera               | Totale carriera               | 529        | 36         | 55              | 3               | 77              | 6                  | 2                  | 1                  | 663         | 46          |             |        |        |

### Cronologia presenze e reti in Nazionale
| Cronologia completa delle presenze e delle reti in nazionale ― Spagna | Cronologia completa delle presenze e delle reti in nazionale ― Spagna | Cronologia completa delle presenze e delle reti in nazionale ― Spagna | Cronologia completa delle presenze e delle reti in nazionale ― Spagna | Cronologia completa delle presenze e delle reti in nazionale ― Spagna | Cronologia completa delle presenze e delle reti in nazionale ― Spagna | Cronologia completa delle presenze e delle reti in nazionale ― Spagna | Cronologia completa delle presenze e delle reti in nazionale ― Spagna |
| Data                                                                  | Città                                                                 | In casa                                                               | Risultato                                                             | Ospiti                                                                | Competizione                                                          | Reti                                                                  | Note                                                                  |
| --------------------------------------------------------------------- | --------------------------------------------------------------------- | --------------------------------------------------------------------- | --------------------------------------------------------------------- | --------------------------------------------------------------------- | --------------------------------------------------------------------- | --------------------------------------------------------------------- | --------------------------------------------------------------------- |
| 18-11-1998                                                            | Salerno                                                               | Italia                                                                | 2 – 2                                                                 | Spagna                                                                | Amichevole                                                            | -                                                                     | 46’                                                                   |
| 27-3-1999                                                             | Valencia                                                              | Spagna                                                                | 9 – 0                                                                 | Austria                                                               | Qual. Euro 2000                                                       | -                                                                     | 70’                                                                   |
| 31-3-1999                                                             | Serravalle                                                            | San Marino                                                            | 0 – 6                                                                 | Spagna                                                                | Qual. Euro 2000                                                       | -                                                                     | 47’ 75’                                                               |
| 18-8-1999                                                             | Varsavia                                                              | Polonia                                                               | 1 – 2                                                                 | Spagna                                                                | Amichevole                                                            | -                                                                     | 46’                                                                   |
| 4-9-1999                                                              | Vienna                                                                | Austria                                                               | 1 – 3                                                                 | Spagna                                                                | Qual. Euro 2000                                                       | -                                                                     | 72’                                                                   |
| 13-11-1999                                                            | Vigo                                                                  | Spagna                                                                | 0 – 0                                                                 | Brasile                                                               | Amichevole                                                            | -                                                                     | 67’                                                                   |
| 17-11-1999                                                            | Siviglia                                                              | Spagna                                                                | 0 – 2                                                                 | Argentina                                                             | Amichevole                                                            | -                                                                     | 67’                                                                   |
| 26-1-2000                                                             | Cartagena                                                             | Spagna                                                                | 3 – 0                                                                 | Polonia                                                               | Amichevole                                                            | -                                                                     | 74’                                                                   |
| 23-2-2000                                                             | Spalato                                                               | Croazia                                                               | 0 – 0                                                                 | Spagna                                                                | Amichevole                                                            | -                                                                     |                                                                       |
| 29-3-2000                                                             | Barcellona                                                            | Spagna                                                                | 2 – 0                                                                 | Italia                                                                | Amichevole                                                            | -                                                                     | 81’                                                                   |
| 3-6-2000                                                              | Göteborg                                                              | Svezia                                                                | 1 – 1                                                                 | Spagna                                                                | Amichevole                                                            | -                                                                     | 63’                                                                   |
| 7-6-2000                                                              | Lussemburgo                                                           | Lussemburgo                                                           | 0 – 1                                                                 | Spagna                                                                | Amichevole                                                            | -                                                                     | 60’                                                                   |
| 13-6-2000                                                             | Rotterdam                                                             | Spagna                                                                | 0 – 1                                                                 | Norvegia                                                              | Euro 2000 - 1º turno                                                  | -                                                                     | 79’                                                                   |
| 18-6-2000                                                             | Amsterdam                                                             | Slovenia                                                              | 1 – 2                                                                 | Spagna                                                                | Euro 2000 - 1º turno                                                  | -                                                                     | 89’                                                                   |
| 2-6-2001                                                              | Oviedo                                                                | Spagna                                                                | 4 – 1                                                                 | Bosnia ed Erzegovina                                                  | Qual. Mondiali 2002                                                   | -                                                                     | 46’                                                                   |
| 6-6-2001                                                              | Ramat Gan                                                             | Israele                                                               | 1 – 1                                                                 | Spagna                                                                | Qual. Mondiali 2002                                                   | -                                                                     | 75’                                                                   |
| 1-9-2001                                                              | Valencia                                                              | Spagna                                                                | 4 – 0                                                                 | Austria                                                               | Qual. Mondiali 2002                                                   | -                                                                     |                                                                       |
| 14-11-2001                                                            | Huelva                                                                | Spagna                                                                | 1 – 0                                                                 | Messico                                                               | Amichevole                                                            | -                                                                     | 57’                                                                   |
| 13-2-2002                                                             | Barcellona                                                            | Spagna                                                                | 1 – 1                                                                 | Portogallo                                                            | Amichevole                                                            | -                                                                     | 46’                                                                   |
| 27-3-2002                                                             | Rotterdam                                                             | Paesi Bassi                                                           | 1 – 0                                                                 | Spagna                                                                | Amichevole                                                            | -                                                                     | 46’                                                                   |
| 17-4-2002                                                             | Belfast                                                               | Irlanda del Nord                                                      | 0 – 5                                                                 | Spagna                                                                | Amichevole                                                            | -                                                                     | 46’                                                                   |
| 2-6-2002                                                              | Gwangju                                                               | Spagna                                                                | 3 – 1                                                                 | Slovenia                                                              | Mondiali 2002 - 1º turno                                              | 1                                                                     | 36’                                                                   |
| 7-6-2002                                                              | Jeonju                                                                | Spagna                                                                | 3 – 1                                                                 | Paraguay                                                              | Mondiali 2002 - 1º turno                                              | -                                                                     | 84’                                                                   |
| 16-6-2002                                                             | Suwon                                                                 | Irlanda                                                               | 1 – 1 dts (3 – 2 dtr)                                                 | Spagna                                                                | Mondiali 2002 - Ottavi di finale                                      | -                                                                     |                                                                       |
| 22-6-2002                                                             | Gwangju                                                               | Corea del Sud                                                         | 0 – 0 dts (5 – 3 dtr)                                                 | Spagna                                                                | Mondiali 2002 - Quarti di finale                                      | -                                                                     | 80’                                                                   |
| 21-8-2002                                                             | Budapest                                                              | Ungheria                                                              | 1 – 1                                                                 | Spagna                                                                | Amichevole                                                            | -                                                                     | 46’                                                                   |
| 7-9-2002                                                              | Atene                                                                 | Grecia                                                                | 0 – 2                                                                 | Spagna                                                                | Qual. Euro 2004                                                       | 1                                                                     | 87’                                                                   |
| 29-3-2003                                                             | Kiev                                                                  | Ucraina                                                               | 2 – 2                                                                 | Spagna                                                                | Qual. Euro 2004                                                       | -                                                                     | 66’                                                                   |
| 2-4-2003                                                              | León                                                                  | Spagna                                                                | 3 – 0                                                                 | Armenia                                                               | Qual. Euro 2004                                                       | -                                                                     | 58’ 64’                                                               |
| 30-4-2003                                                             | Madrid                                                                | Spagna                                                                | 4 – 0                                                                 | Ecuador                                                               | Amichevole                                                            | -                                                                     |                                                                       |
| 7-6-2003                                                              | Saragozza                                                             | Spagna                                                                | 0 – 1                                                                 | Grecia                                                                | Qual. Euro 2004                                                       | -                                                                     |                                                                       |
| 11-6-2003                                                             | Belfast                                                               | Irlanda del Nord                                                      | 0 – 0                                                                 | Spagna                                                                | Qual. Euro 2004                                                       | -                                                                     |                                                                       |
| 6-9-2003                                                              | Guimarães                                                             | Portogallo                                                            | 0 – 3                                                                 | Spagna                                                                | Amichevole                                                            | -                                                                     | 46’                                                                   |
| 10-9-2003                                                             | Elche                                                                 | Spagna                                                                | 2 – 1                                                                 | Ucraina                                                               | Qual. Euro 2004                                                       | -                                                                     | 63’                                                                   |
| 11-10-2003                                                            | Erevan                                                                | Armenia                                                               | 0 – 4                                                                 | Spagna                                                                | Qual. Euro 2004                                                       | 1                                                                     |                                                                       |
| 15-11-2003                                                            | Valencia                                                              | Spagna                                                                | 2 – 1                                                                 | Norvegia                                                              | Qual. Euro 2004                                                       | -                                                                     | 67’                                                                   |
| 19-11-2003                                                            | Oslo                                                                  | Norvegia                                                              | 0 – 3                                                                 | Spagna                                                                | Qual. Euro 2004                                                       | -                                                                     | 74’                                                                   |
| 18-2-2004                                                             | Barcellona                                                            | Spagna                                                                | 2 – 1                                                                 | Perù                                                                  | Amichevole                                                            | -                                                                     |                                                                       |
| 28-4-2004                                                             | Genova                                                                | Italia                                                                | 1 – 1                                                                 | Spagna                                                                | Amichevole                                                            | -                                                                     | 46’                                                                   |
| 5-6-2004                                                              | Getafe                                                                | Spagna                                                                | 4 – 0                                                                 | Andorra                                                               | Amichevole                                                            | 1                                                                     | 46’                                                                   |
| 12-6-2004                                                             | Faro                                                                  | Spagna                                                                | 1 – 0                                                                 | Russia                                                                | Euro 2004 - 1º turno                                                  | 1                                                                     | 59’                                                                   |
| 16-6-2004                                                             | Porto                                                                 | Grecia                                                                | 1 – 1                                                                 | Spagna                                                                | Euro 2004 - 1º turno                                                  | -                                                                     | 64’                                                                   |
| 18-8-2004                                                             | Las Palmas                                                            | Spagna                                                                | 3 – 2                                                                 | Venezuela                                                             | Amichevole                                                            | -                                                                     | 46’                                                                   |
| 3-9-2004                                                              | Valencia                                                              | Spagna                                                                | 1 – 1                                                                 | Scozia                                                                | Amichevole                                                            | -                                                                     | 46’                                                                   |
| 8-9-2004                                                              | Zenica                                                                | Bosnia ed Erzegovina                                                  | 1 – 1                                                                 | Spagna                                                                | Qual. Mondiali 2006                                                   | -                                                                     | 58’                                                                   |
| 26-3-2005                                                             | Salamanca                                                             | Spagna                                                                | 3 – 0                                                                 | Cina                                                                  | Amichevole                                                            | -                                                                     | 46’                                                                   |
| Totale                                                                |                                                                       | Presenze                                                              | 46                                                                    |                                                                       | Reti                                                                  | 5                                                                     |                                                                       |

## Palmarès

### Titoli Nazionali
- Coppa di Spagna: 1

Deportivo La Coruña: 2001-2002
- Supercoppa di Spagna: 2

Deportivo La Coruña: 2000, 2002
- Segunda División: 1

Deportivo La Coruña: 2011-2012

### Titoli Internazionali
- Coppa Intertoto UEFA: 1

Deportivo La Coruña: 2008 (vincitore terzo round)

### Altri tornei
- Trofeo Teresa Herrera: 10

Deportivo La Coruña: 2000, 2001, 2002, 2003, 2004, 2005, 2006, 2007, 2008, 2012

### Individuale
- Premio Fair Play della Liga spagnola: 1

2008-2009